# Eeklo
Eeklo ist eine belgische Stadt in der Region Flandern. Sie liegt in der Provinz Ostflandern und ist die zentrale Stadt im Meetjesland. Sie ist Verwaltungssitz des gleichnamigen belgischen Arrondissements.

## Lage
Die Stadt liegt nur wenige Kilometer südlich der Grenze zur niederländischen Provinz Zeeland auf einer Höhe von etwa 8 m O.P. Die Stadt Gent liegt 20 km südwestlich, Brügge 24 km westlich, Antwerpen 28 km östlich und Brüssel 66 km südöstlich.

## Name
Der Name Eeklo „Eichenlohe“ verweist auf ein Wäldchen („-lo“ etym. verwandt mit dt. „-lohe“) aus verstreuten Eichenbäumen oder auf ein Wäldchen mit besonders auffälliger Eiche (Eke). Auf einem Sandrücken, der den Landstrich von Westen nach Osten durchkreuzt, formte dies einen deutlichen Wiedererkennungspunkt für Reisende, der sich schließlich als Ortsbezeichnung durchsetzte.

## Geschichte

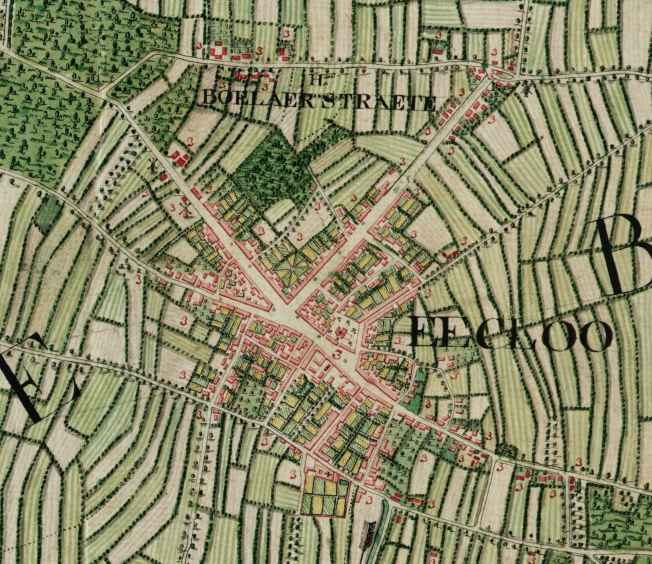
Eeklo zwischen 1771 und 1778

Eeklo erwarb die Stadtrechte 1240 unter Johanna von Konstantinopel. Die Stadt gehörte zur Grafschaft Flandern, deren Grafen in Eeklo eine Jagddomäne besaßen. Innerhalb der Grafschaft machte Eeklo einen Teil der sogenannten Brugse Vrije aus, einer Kastellanei der Grafschaft Flandern. Eeklo hatte vielfältige Handelsbeziehungen mit Gent. Die Tuchweberei ist es, die der Stadt in dieser Zeit zu Ansehen verhalf. Das Stadtrecht verhalf Eeklo zu einer eigenen Gerichtsbarkeit und fixierte das Grundgebiet. Bis 1626 gehört dazu auch Lembeke, dann wird Eeklo als Lehnpfand an eine adelige Familie gegeben, was sich bis zum Ende des Ancien Régime (1789) nicht mehr verändern sollte.
Während der Konfessionskriege des 16. Jahrhunderts gerät Eeklo in die Frontlinie zwischen protestantischem Norden und katholischem Süden, was schwere Verwüstungen angerichtet hatte. Die Bevölkerung flüchtete, sodass Eeklo eine Zeit lang so gut wie verlassen und beinahe zur Wüstung geworden wäre. Das ist einer der Gründe warum die Stadt nur noch wenig mittelalterliche Bauten vorweisen kann.
Nach der Pazifikation lebt Eeklo langsam wieder auf, die Draht- und Textilmanufaktur wird wieder aufgenommen. Im 19. Jahrhundert bildet dies die Basis für den Industrialisierungsprozess, die sich nach der Abscheidung Belgiens vom Norden vollzieht, während Eeklo gleichzeitig zur administrativen und kirchlichen Hauptstadt es Meetjesland wird. Aus dieser Zeit stammen die neogotischen Gebäude und Reihen von Arbeiterhäuschen, die noch stets das Straßenbild mitbestimmen. Neben Textilindustrie blühte zwischen 1900 und 1970 ebenso die Möbelindustrie. Auch das Kulturleben blühte in dieser Zeit auf.
Durch den Rückgang der Eekloer Industriebetriebe (u. a. die Brauerei Krüger) und einen Mangel an neuen Industrieterrains gibt es in Eeklo selbst momentan weniger Arbeitsplätze. Gegenwärtig fungiert die Stadt hauptsächlich als subregionales Zentrum von Handel und Dienstleistungen mit ausgebreitetem Bildungsangebot.

## Stadtgliederung

I:Eeklo;II:Balgerhoeke

Eeklo hat keine Teilgemeinden beziehungsweise nur die Stadt selbst ist einzige Teilgemeinde.
Daneben gibt es noch Balgerhoeke. Balgerhoeke liegt langs des Schipdonkkanaals an der Grenze zu Adegem. Die Besiedlung westliches des Kanals schließt sich unmittelbar an gehört jedoch bereits zu Adegem. Balgerhoeke kann nicht als Teilgemeinde angesehen werden, da es überhaupt nie eine selbstständige Gemeinde war, Balgerhoeke bildet jedoch eine eigene Parochie, die um 1900 errichtet wurde und deren erster Pfarrer Eduard Bernard Bonte (1862–1935) ab 1902 seinen Dienst verrichtete. Die neogotische Kirche wurde ab 1906 in Gebrauch genommen und wurde vom Architekten Modest De Noyette (1847–1922) geplant. St. Antonius von Padua war der Patroheilige. Die Parochie entwickelte sich sogar zu einem kleinen Wallfahrtsort, die Grenzen der Parochie erstreckten sich noch über die Gemeindegrenze zu Adegem hinaus. Die Lage am Kanal und die Anbindung an das belgische Bahnnetz durch die 1861 eröffnete Chemin de fer d’Eecloo à Gand trug zur ökonomischen Entwicklung des Fleckens bei, machte den Platz jedoch auch zum militärischen Ziel, sodass der Ort während der Weltkriege stark beschädigt wurde: Die Kirche wurde daher während des zwanzigsten Jahrhunderts insgesamt dreimal gebaut. Viele Projekte sind gegenwärtig in Planung: Die Verbreiterung des Schipdonkkanaals steht an und ein Industriegebiet hinter dem Flecken wird erwogen. Gegen beide Pläne herrscht unter den Anwohnern stärkste Ablehnung. Durch die begrenzte Ausdehnung des Grundgebietes hat Eeklo wenige Weiler oder Siedlungsgebiete. Bus sind Pokmoere sind die einzigen Gebiete, die noch als so etwas wie eine eigene Nachbarschaft gelten können, ansonsten gibt es nur noch einige Hausgruppierungen im ländlichen Norden.
1977 wurde als Maßnahme zur Grenzbegradigung ein Teil der damaligen Gemeinde Adegem zu Eeklo gefügt, sodass die Westgrenze nun dem Verlauf des Schipdonkkanaals folgt.
Eeklo grenzt an folgende (Teil-)Gemeinden:
- a. Kaprijke
- b. Lembeke (Kaprijke)
- c. Waarschoot
- d. Oostwinkel (Zomergem)
- e. Adegem (Maldegem)
- f. Sint-Laureins

## Politik
Der Gemeinderat in Eeklo hat 25 Sitze. Das Kollegium von Bürgermeister und Schöffen von Eeklo besteht aus dem Bürgermeister, 5 Schöffen und dem Vorsitzenden des Openbaar Centrum voor Maatschappelijk Welzijn (Öffentliches Zentrum für gesellschaftliche Wohlfahrt) (OCMW) als zusätzlichem Mitglied.
Liste der Bürgermeister von Eeklo:
| Periode   | Name                        | Partei            | Lebensdaten |
| --------- | --------------------------- | ----------------- | ----------- |
| 1830–1831 | Karel Stroo                 | –                 | 1793–1873   |
| 1831–1836 | Joseph Dhuyvetter           | lib.              | 1779–1861   |
| 1836–1846 | Karel Stroo                 | –                 | 1793–1873   |
| 1846–1848 | Carolus Bernardus Temmerman | –                 | 1793-18??   |
| 1848–1859 | Joseph Dhuyvetter           | lib.              | 1779–1861   |
| 1859–1872 | Romanus van Wassenhove      | lib.              | 1793–1873   |
| 1872–1874 | Aimé Euerard                | kath.             | 1833–1896   |
| 1874–1881 | Désiré Steyaert             | kath.             | 1816–1881   |
| 1882–1884 | Edouard Neelemans           | kath.             | 1820–1899   |
| 1885–1902 | Philip Alfons De Wachter    | kath.             | 1831–1902   |
| 1902–1920 | Emiel Dauwe                 | kath.             | 1848–1930   |
| 1921–1938 | Lionel Pussemier            | kath.             | 1869–1938   |
| 1939–1945 | Lionel Van Damme            | lib.              | 1876–1945   |
| 1946–1970 | Maurice Goethals            | CVP               | 1884–1970   |
| 1971–1976 | Piet Van Gyseghem           | CVP-scheurlijst   | 1932–1982   |
| 1977–1988 | Alfons Coppieters           | CVP               | 1924–2016   |
| 1989–1994 | Roni De Waele               | VLD               |             |
| 1995–2006 | Erik Matthijs               | CD&V              | 1949–       |
| 2007–     | Koen Loete                  | CD&V / N-VA / ELD | 1967–       |

## Demographische Entwicklung
- Quelle: NIS – Anm.:1806 bis einschließlich 1970=Volkszählungen am 31. Dezember; ab 1977= Einwohnerzahl zum 1. Januar
- 1977: Eingliederung eines kleinen Gebiets von Adegem (+1,82 km² mit 108 Einwohnern)

## Sehenswürdigkeiten

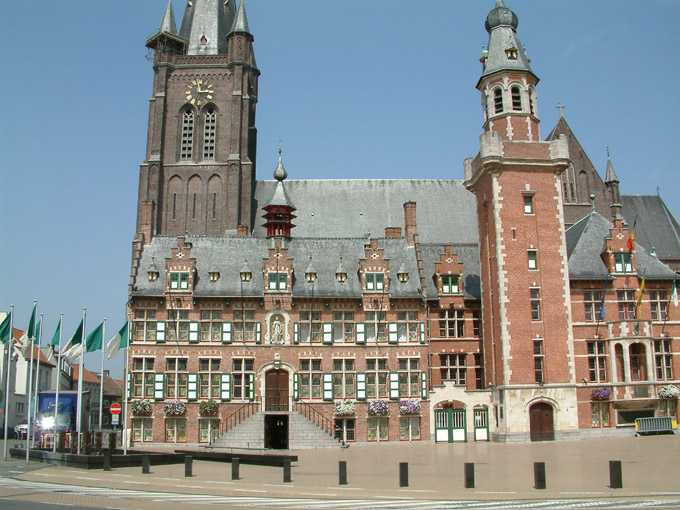
Eeklo, Rathaus mit Belfried (rechts); links dahinter der Kirchturm der neugotischen Sint-Vincentiuskerk

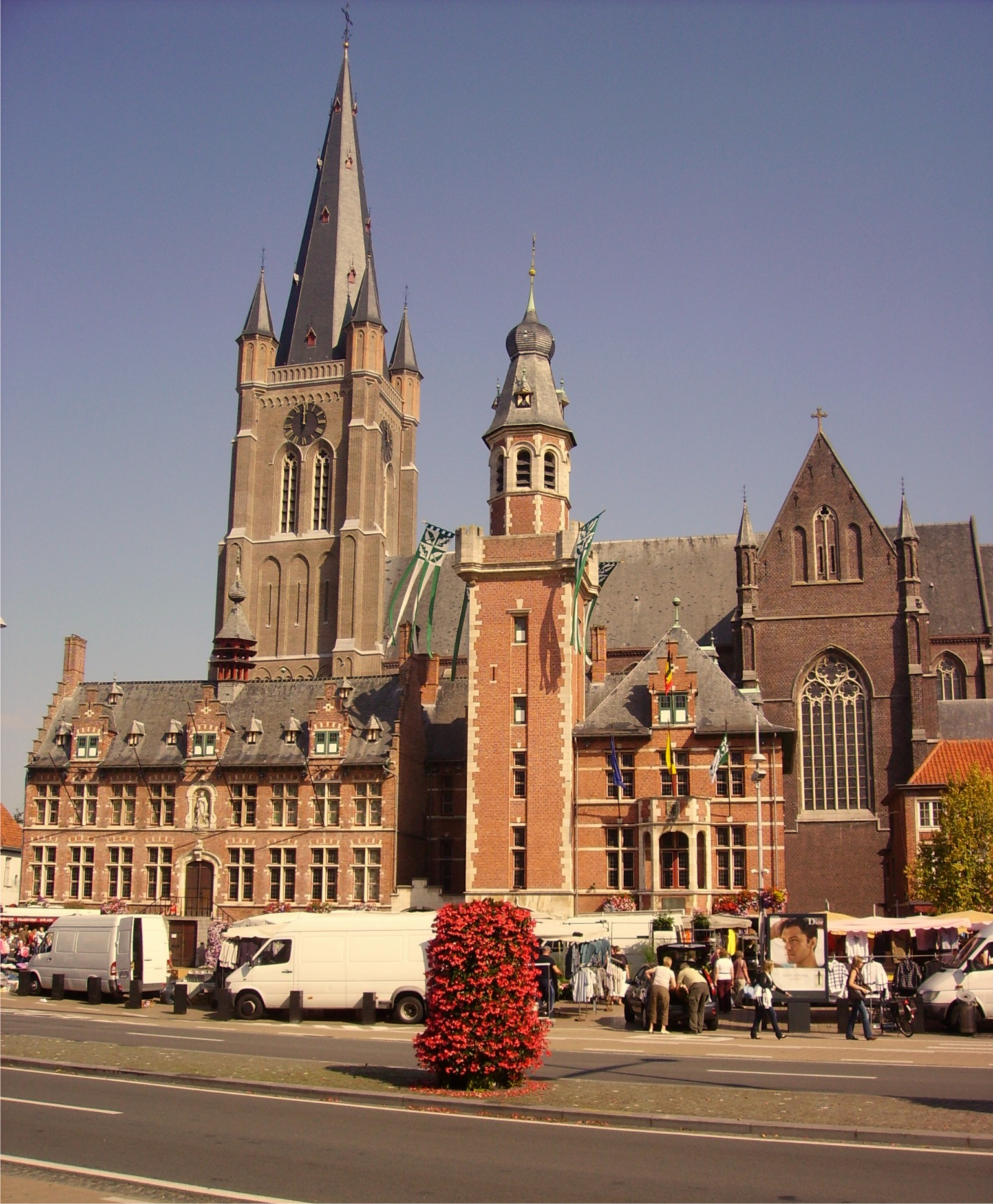
St.-Vincentius-Kirche, im Vordergrund das Rathaus

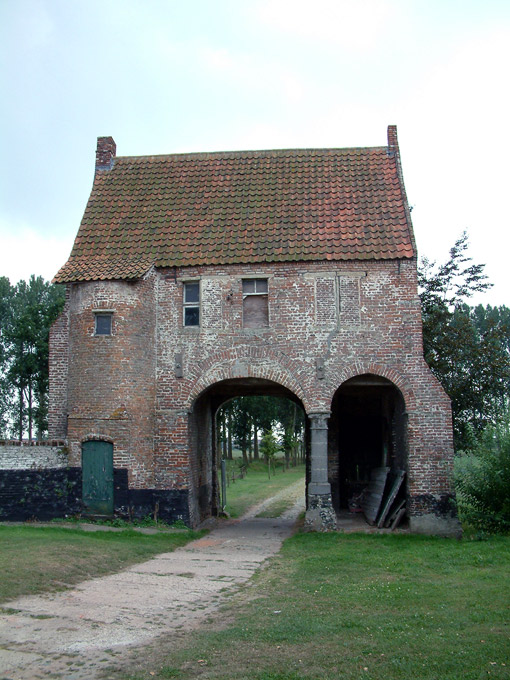
„Groot Goed“ (Großes Gut), besser bekannt als „Huysmanshoeve“ (Hausmannshufe)

Die bekanntesten Gebäude der Stadt sind:
- Das Rathaus der flämischen Renaissance aus dem 17. Jahrhundert gehört mit seinem Belfried von 1932 seit 1999 zum UNESCO-Welterbe „Belfriede in Belgien und Frankreich“.
- Die St.-Vincentius-Kirche, erbaut 1878–1883 in neogotischem Stile, Kerkplein
- Das neogotische Friedensgericht von 1899, Stationsstraat 21 (enthält heute den Touristischen Dienst der Stadt im Erdgeschoss)
- Das Groot Goed oder die Huysmanshoeve aus dem 13. Jahrhundert, Bus 1
- Kapelle der Heilig-Hartkliniek oder Klosterkapelle St. Vincentius à Paulo von 1855 in neogotischem Stil, Koning Albertstraat 77
- Die Minderbroederskerk oder Paterskerk eine Hallenkirche von 1866 bis 1888 in neogotischem Stil erbaut, Markt
- Villa Dageraad oder Hotel Shamon von 1909 in Art Nouveau, Gentsesteenweg 28
- Wasserturm und Pumpstation von 1937 in modernistischem Stile, Peperstraat en Waaistraat
- Kloster aus dem 17/18. Jahrhundert und Kongregationskapelle Unserer Lieben Frau zum Dorn von 1884 mit neogotischem Interieur, Zuidmoerstraat 125
- Das Rootjen, eine Gruppe von Häusern des 17. Jahrhunderts auf dem Markt.
- Sint-Jan-Baptistziekenhuis en psychiatrisch centrum uit 1905 in neogotische stijl met kapel uit 1914, Oostveldstraat 1
- Das Jeneverhuis Van Hoorebeke von 1740, heute Jenevermuseum, Van Hoorebekeplein

## Veranstaltungen
- Das meetjesländer Balloonmeeting ist einer der größten Heißluftballonevents in Belgien, es findet jedes Jahr am letzten Juliwochenende statt.
- Helden im Park. An vier Sommerabenden, jeweils donnerstags treten Weltmusikgruppen unter feenhafter Beleuchtung im Stadtpark auf.
- Die Kaifeste - Die Kirmes des Viertels 't Kaaiken mit dem größten Rummelmarkt Flanderns.
- Das Herbakkersfestival Mitte August, bezugnehmend auf die Legende des Bäckers von Eelco (Eeklo).
- G.P. Stad Eeklo, ein jährliches internationales Querfeldein-Rennen im Februar.

## Bildung
Eeklo zählt drei Sekundarschulen:
- Liebfrauen-zum-Dorn-Kolleg (O.-L.-V.-ten-Doorn) (Fusion des St. Vinzenzkollegs, des Liebfrauen-zum-Dorn-Instituts und des St. Leoinstituts)
- Provinciaal Technisch Instituut
- Koninklijk Atheneum De Tandem

## Verkehr
Die Stadt liegt südlich der europäischen E34 Antwerpen–Knokke und wird von der N9 Brüssel–Ostende gekreuzt. Eeklo ist mit öffentlichen Verkehrsmitteln gut erreichbar. Die Bahnlinie 58 Gent-Eeklo–Maldegem wird an Arbeitstagen im Stundentakt, am Wochenende und an Feiertagen im Zweistundentakt bis Eeklo bedient. Auf dem Reststück bis Maldegem gibt es im Rahmen des Museums Stoomcentrum Maldegem Museumsverkehr durch Dampflokomotiven. Darüber hinaus ist Eeklo an das regionale Busnetz De Lijn angeschlossen.

## Töchter und Söhne der Stadt
- Jozef Geirnaert (1790–1859), Genremaler
- Isidore Neelemans (1822–1872), Ingenieur
- Albert Buysse (1911–1998), Radrennfahrer
- Romain De Loof (* 1941), Radsportler
- Eric De Vlaeminck (1945–2015), Radrennfahrer
- Roger De Vlaeminck (* 1947), Radsportler
- Patrick Versluys (* 1958), Radrennfahrer
- Danny Lippens (* 1961), Radrennfahrer
- Séverine Vermeire (* 1970), Medizinerin
- Frederik Willems (* 1979), Radrennfahrer
- Jan Van Hoecke (* 1982), Professor für Blockflöte
- Tom Criel (* 1983), Radrennfahrer
- Bert De Backer (* 1984), Radrennfahrer
- Maarten Martens (* 1984), Fußballspieler
- Tom Dice (eigentlich Tom Eeckhout) (* 1989), Singer-Songwriter
- Niels Wytinck (* 1991), Radsportler
- Cedric De Zutter (* 1992), Tennisspieler
- Xander Blomme (* 2002), Fußballspieler

## Städtepartnerschaften
Eeklo unterhält Städtepartnerschaften mit folgenden Städten:
- Newbury (Berkshire)
- Braunfels
- Bagnols-sur-Cèze
- Feltre

## Sonstiges

### “Domäne” Het Leen

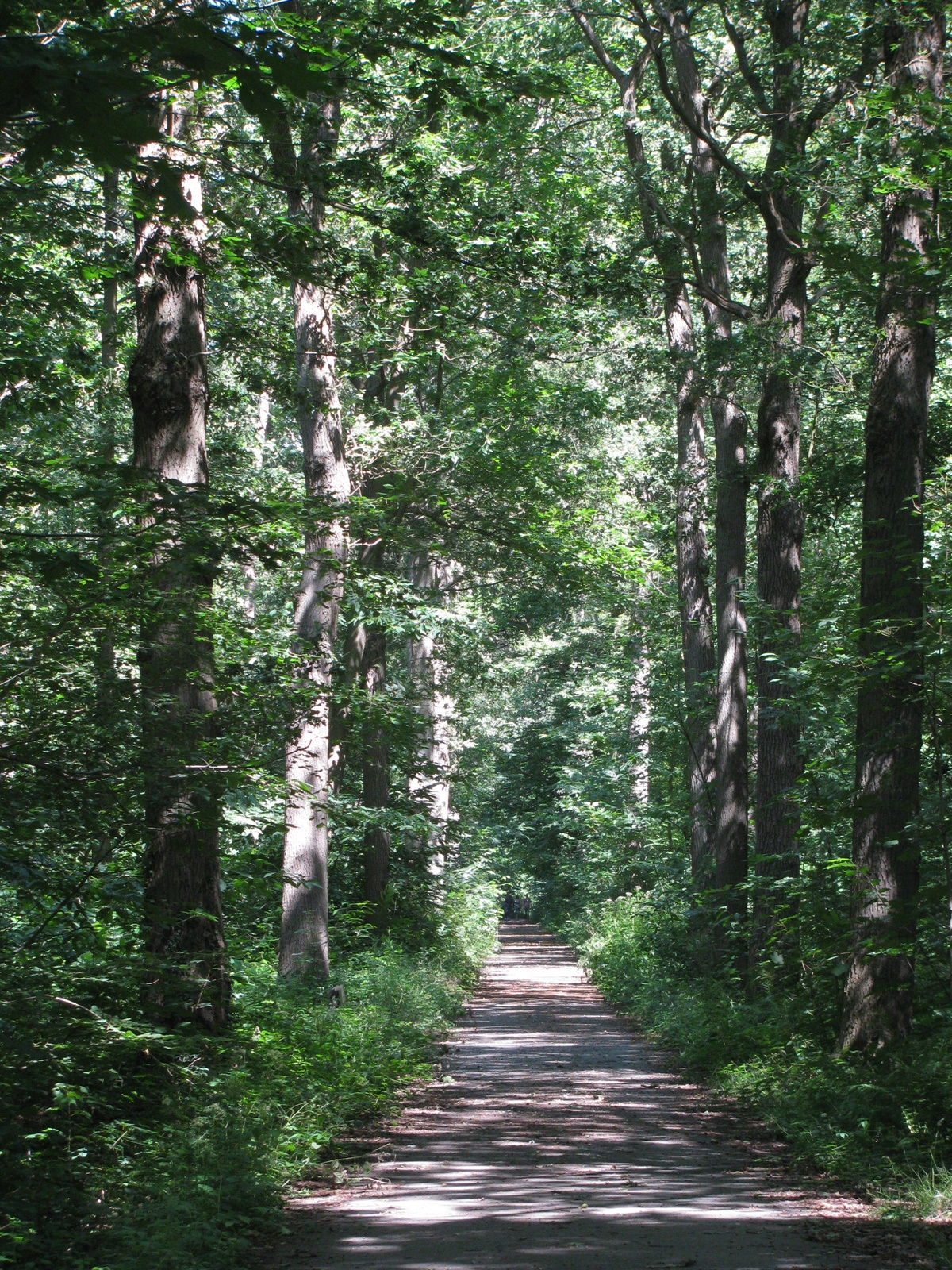
Ein Weg im Gebiet »Het Leen«

Die „provinziale Domäne“ Het Leen befindet sich teilweise auf Eekloer Grundgebiet und zieht sich bis Zomergem.

### Der Bäcker von Eelco
Im Esszimmer des Muiderslot im nordholländischen Muiden hängt ein kleines Gemälde mit einem merkwürdigen Motiv, überschrieben ist es mit de bakker van Eelco, „Der Bäcker von Eelco“, wobei man mit der Stadt Eelco Eeklo zwischen Gent und Brügge im Meetjesland identifiziert. Von diesem Gemälde gibt es eine (schlechte) Kopie, auf der der Name eines Hieronymus Franken verzeichnet ist, was jedoch später zu „unbekannter Maler“ abgeändert wurde. Auf dem entsprechenden Bild im Muiderslot ist lediglich Flämische Schule, zweite Hälfte des 16. Jahrhunderts vermerkt. Hinten auf der zuvor genannten Kopie fand man einen Papierfitzelchen mit der folgenden Aufschrift (Es folgt eine möglichst wörtliche Wiedergabe in Deutscher Sprache): Die Legende von dem Bäcker von Eelco. Dieser Bäcker war im Besitze von einer Flüssigkeit, mit der er menschliche Häupter einschmieren konnte und danach in den Ofen tun konnte. Sie wurden dann nach dem Wunsche derjeniger, die die Köpfe heranbrachten verändert. Zu gleicher Zeit veränderten sich dann auch die Charaktereigenschaften, ebenso folgend dem Wunsche. Gegen das Bluten ging er vor, indem er einen grünen Kohl auf dem Rumpf platzierte. Die legende stammt von plus-minus 1540.
In der Volkssprache Flanderns treffen wir ab und zu Ausdrücke an, die mit der obenstehenden Geschichte in Verbindung zu bringen sind. Beispielsweise kennt man den Ausdruck Naar Eeklo moet men gaan om zich te laten herbakken, Nach Eeklo muss man gehen um sich neu backen zu lassen.
Es gibt auch einen Vers, der besagt: Ik vond daer eenen Eeckloonaer staen, stookt den oven, stookt den oven, zei de Eecklonaer. Ich fand da einen Eekloer stehen, facht den Ofen an, facht den Ofen an, sagte der Eekloer. Der ursprüngliche Schimpfname für Eekloer war ebenso Ovenstokers, was etwa so viel wie „Ofenheizer“ bedeutet. Eeklo war einst für seine Keramikindustrie bekannt.
Nahe bei Eeklo liegt der Ort Maldeghem (Maldegem). Seit langer Zeit gibt es eine große Rivalität zwischen beiden Orten. Diese Rivalität erreichte 1458 einen frühen Klimax. In diesem Jahr tötete ein Mann aus Eeklo einen aus Maldeghem, was zu einem großen langdauernden Prozess führte, in dem beide Städte verwickelt waren. Maldeghem gewann den Prozess, einige Bürger von Eeklo wurden oben im Maldeghemer Kastell eingesperrt. Die Eekloer drangen dann in das Kastell ein um die Gefangenen zu befreien. Herzog Philipp der Gute griff daraufhin in die Auseinandersetzung ein und verurteilte Eeklo zu einer schweren Geldbuße und bestimmte darüber hinaus, dass die Einwohner von Eeklo Maldeghem um Vergebung bitten mussten, was so auch geschah. Somit erlag Eeklo einer doppelten Niederlage Dit geschiedde. Daher sagten die Einwohner von Maldeghem auch, dass dat de Eeclonaers dubbel gebakken waren, dass die Eekloer doppelt gebacken waren, eine Bemerkung, die man dem Beruf der meisten Eekloer in der Zeit entlehnte, der Tonbrenner.
Unter Einfluss der noch stets fortdauernden Rivalität sind die Ausdrücke im Sprachgebrauch bestehen geblieben, aber der eigentliche Gerichtsprozess wurde vergessen. Womöglich hat ein Maler mit viel Fantasie von diesem Ausdruck gehört und daher ein freies Fantasiegemälde gemalt. Wahrscheinlich ist es rund 1570 entstanden, genau zu einer Zeit, in der sich eine Atmosphäre von Unzufriedenheit und Sarkasmus entwickelte. Daher hat man auch vermutet, dass der Maler bestimmte Zustände mit dem Gemälde scharf kritisieren wollte, doch dazu fehlt es an weiteren Hinweisen.

## Belege
1. ↑  Siehe in der “Nederlandstalige Wikipedia”: nl:Meetjesland
2. ↑  De burgemeesters van Eeklo sinds 1830, Willy De Zutter. Een uitgave van drukkerij-uitgeverij de Eeclonaar, 1990, Eeklo.
3. ↑  siehe auch “Wikipedia-NL”: nl:Het Leen
4. ↑  Peter van Mensch: Spreekwoorden en gezegden in het Muiderslot en Arth. Wijsman: De legende van de bakker van Eelco, in: Oud Holland, Jahrgang 54 (1937), S. 173.